# 三橋町 (台北市)
三橋町（みはしちょう）は、日本統治時代の台湾における台北市の行政区画。大正町の北、御成町の南に位置する。この町名は、清国統治時代に三板橋庄として区分されていたことに由来する。町域の大半は三板橋共同墓地であった。現在の中山区林森北路、南京東路以北の一部が三橋町に含まれる。

## 町内の施設
- 三板橋共同墓地（現・林森公園、康楽公園）
  - 乃木大将母堂の墓
  - 明石元二郎総督の墓
- 台北市葬儀堂